# Fiat 308
Le Fiat 308 est un autocar de ligne et grand tourisme fabriqué par la division autobus de Fiat V.I., branche véhicules industriels du groupe italien Fiat sous la forme de châssis pour carrossiers spécialisés et autocar complet.
Il a été lancé en 1971 pour remplacer le Fiat 309 qui avait transporté les italiens depuis 1958.
Cet autocar reprenait la conception qui avait révolutionné le transport de personnes avec un châssis d'autocar spécifique et non plus dérivé d'un châssis de camion, mais avec un moteur vertical, placé à l'arrière du véhicule.
Le choix révolutionnaire d'une telle conception pour un moteur de véhicule industriel lourd avait imposé la refonte complète du concept mais permettait de dégager beaucoup d'espace à l'intérieur de l'autocar, au grand bénéfice du confort des passagers, sachant qu'auparavant, le moteur était normalement placé au centre du véhicule, donc dans une position très pénalisante pour le confort acoustique des voyageurs et réduisait fortement la capacité de chargement de la soute à bagages.
Le nouveau Fiat 308, d'une longueur normalisée en Italie, de 9 et 10,5 mètres, cette dernière nommée 308L, était équipé du moteur conçu spécialement pour lui, le fameux Fiat 8200.12, un 6 cylindres de 9.819 cm3, développant 194 ch DIN dans sa version originelle. Ce moteur s'avèrera très robuste, fiable et peu gourmand en gazole.
Le Fiat 308 a été commercialisé, comme à l'accoutumée en Italie, sous forme d'un modèle de série Fiat avec une carrosserie Cansa mais également sous forme de châssis complet motorisé destiné à être carrossé par les maîtres carrossiers qu'étaient Barbi, Bianchi, Dalla Via, Menarini, Orlandi, Viberti qui réalisaient des versions de ligne ou GT. C'est la version Menarini qui restera la plus originale et qui connaîtra la diffusion la plus importante.

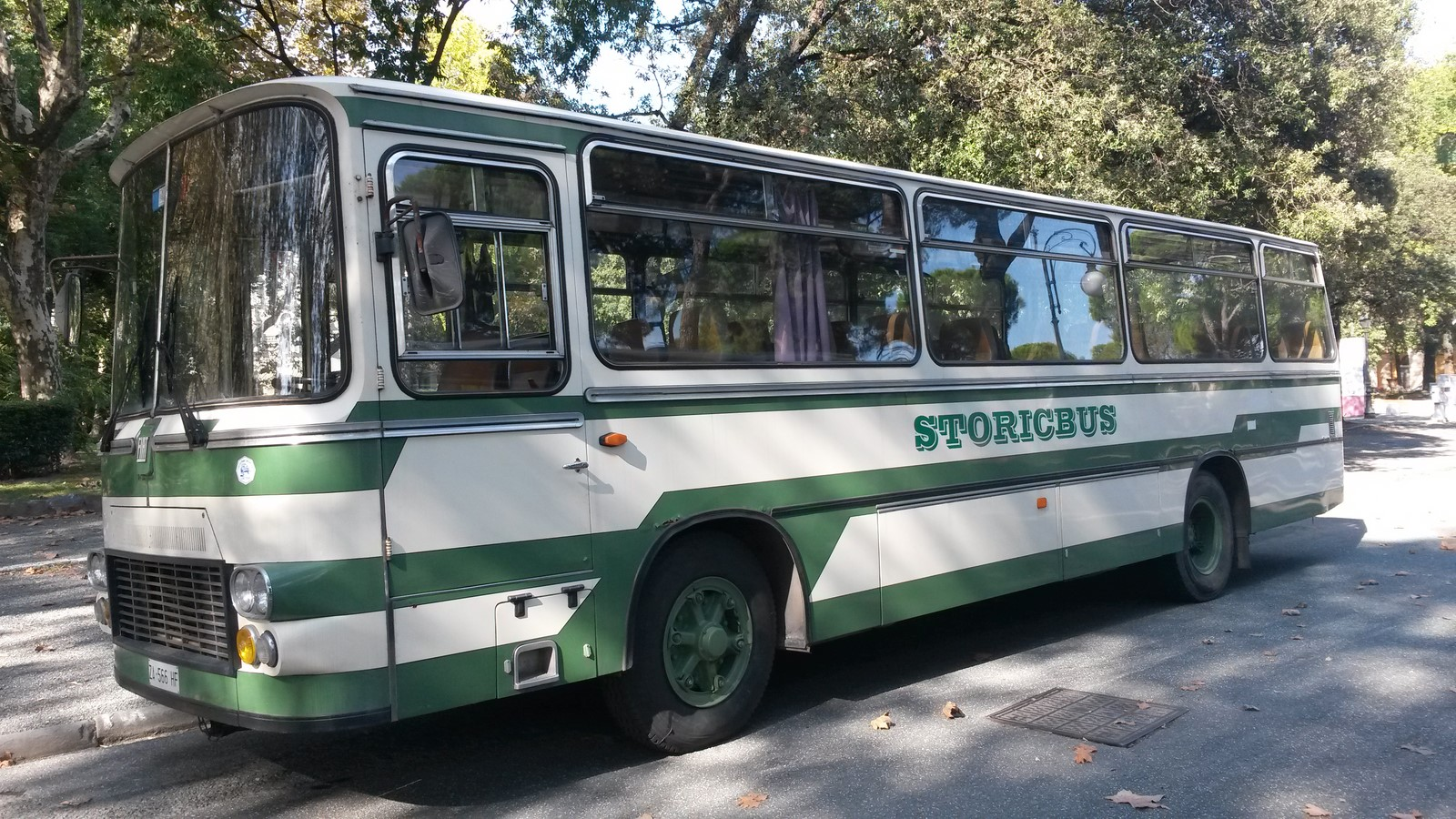
Fiat 308L Dallavia de 1975. Conservé au, musée italien de l'autobus, La Spezia, Italie. Date photo: 2 juin 2016.

Nota : Cansa est l'acronyme de "CArrozzerie Novaresi Società Anonima" - Carrosseries de Novare Société Anonyme. Cette société de carrosserie industrielle était une filiale de Fiat Bus dont les ateliers et le siège social est implanté à Cameri, près de Novare. Avec l'introduction du Fiat 343 Cameri, en 1972, l'appellation commerciale devint "Carrozzeria Fiat Cameri".
La production du Fiat 308 prend fin en 1978, en même temps que le Fiat 343. Tous deux ont été remplacés par le Fiat 370 lancé en 1977. Les derniers Fiat 308 ont été radiés en Italie fin 2000 mais beaucoup d'entre eux ont retrouvé une seconde jeunesse en Afrique et dans les pays de l'Est.
Le Fiat 308 a connu une large diffusion en Italie dans ses versions ligne interurbaine mais aussi Grand Tourisme. Il a aussi été diffusé avec un certain succès sur les marchés d'exportation. Il a également été fabriqué sous licence par Van Hool en Belgique et commercialisé sous le label Van Hool 308.